# Nikon D3000
La Nikon D3000 è una reflex “entry-level” con sensore in formato Nikon DX presentata in data 30 luglio 2009. Questo modello sostituisce la D60 e la D40.
Come per i modelli precedenti, D40, D60 e D5000, alla D3000 manca un motore autofocus nel corpo, il che significa che non è disponibile la funzione autofocus per gli obiettivi non AF-S. È altresì compatibile con gli obiettivi F-mount AI, AI-S e la gran parte degli obiettivi AF Nikkor.

## Specifiche tecniche
- Sensore CCD da 10,2 megapixel Nikon DX.
- Processore d'immagine Nikon EXPEED.
- Modalità assistita "Guida".
- Active D-Lighting.
- Pulizia sensore.
- Schermo LCD TFT da 3" con risoluzione di 230,000 punti non orientabile.
- Drive up fino a 3 frames al secondo.
- 3D Color Matrix Metering II con sistema di riconoscimento automatico della scena.
- Sensore autofocus 3D Tracking Multi-CAM 1000 con 11 punti AF.
- Sensibilità ISO da 100 a 1600 (3200 con boost).
- Attacco Nikon F-mount.
- Sistema di esposizione per flash i-TTL, con supporto per lampeggiatori esterni wireless.
- Formati di scatto: JPEG, NEF (il formato RAW di Nikon).
- Compatibile con schede di memoria SD e SDHC.

Come le altre DSLR consumer di Nikon, è sprovvista del motore di autofocus interno, pertanto per ottenere la messa a fuoco completamente automatica sono necessarie lenti con motore autofocus integrato. Con qualsiasi altro tipo di lenti, si deve usare il telemetro elettronico della fotocamera per mettere a fuoco manualmente.

## Accessori
La Nikon D3000 può essere coadiuvata da una serie di accessori, fra i quali:
- Custodia semirigida Nikon CF-DC1.
- Telecomando a infrarossi Nikon ML-L3
- Mirino angolare Nikon DR-6
- Battery grip di terze parti.
- Varie unità flash Nikon.